# AIR – Part 1
AIR – Part 1 er første del af det sjette studiealbum af den danske electro-rockgruppe Carpark North.
Det blev udgivet den 14. marts 2024 hos United Records og Universal Music Group, og var første samlede udgivelse fra bandet i syv år.
Årsagen til den lange udgivelsespause (den længste i bandets historie) skulle ifølge bassisten Søren Balsner findes i coronapandemien i 2019–21. 
"På det tidspunkt arbejdede vi med en producer, som boede i London, og som ikke kunne komme til Danmark, så det albumprojekt blev skudt lidt i sænk".
I 2021 udgav forsanger Lau Højen sit dansksprogede soloalbum, Vi vil gerne kysses - blandt andet fordi bandets 2017-album, Hope, var ment som bandets sidste studiealbum. Men trioen fandt ud af at: 
"Nogle af vores lidt mere skæve, identitetsskabende idéer, som plejer at være på vores albums, gik tabt".
Da bandet startede arbejdet med albummet AIR, besluttede de sig at udgive numrene i to tempi. Ideen til arbejdstitlen, AIR, blev udtænkt af Lau Højen: 
"Lyd er luftbølger, der bliver bevæget. Luften kan være kold mellem to mennesker. Et stormvejr kan blæse dig omkuld både i virkeligheden og i dine følelser".
Den første single, "If I Were Your King" udkom den 6. oktober 2023. Sangen er baseret på en 12 år gammel melodi, og oprindeligt var det idéen at sangen skulle lyde som en telefonsvarerbesked. Sangen blev færdigproduceret af Søren Christensen, som også har produceret albummet. Bandet optrådte live med sangen den 4. november 2023 ved Kronprinsparrets Priser, der blev sendt direkte på DR1 fra Musikhuset Esbjerg.
Albummets anden single, "Heathens", udkom den 9. februar 2024. På sangen medvirker Simon og Thomas Alstrup fra Jonah Blacksmith på henholdsvis lut, akustisk guitar og kor. Trommeslager Morten Thorhauge havde tidligere arbejdet sammen med de to som producer på Jonah Blacksmith-albummet Brothers (2020).
Det fulde AIR-album udkom 4. april 2025

## Spor
| #  | Titel                               | Sangskriver(e)                                          | Længde |
| -- | ----------------------------------- | ------------------------------------------------------- | ------ |
| 1. | "Red Lights"                        | Morten Thorhauge Søren Balsner Lau Højen Frederik Thaae | 4:03   |
| 2. | "Heathens"                          | Thorhauge Balsner Højen                                 | 3:18   |
| 3. | "If I Were Your King"               | Thorhauge Balsner Højen                                 | 3:32   |
| 4. | "A Wonder"                          | Thorhauge Balsner Højen                                 | 3:05   |
| 5. | "Nothing But Noise" (featuring Fyr) | Thorhauge Balsner Højen Fyr                             | 2:58   |
| 6. | "Air"                               | Thorhauge Balsner Højen                                 | 3:00   |
| 7. | "All Stars Are Designed to Explode" | Thorhauge Balsner Højen                                 | 4:39   |